# Calakmul (gemeente)
Calakmul is een gemeente in de Mexicaanse deelstaat Campeche. De hoofdplaats van Calakmul is Xpujil. Calakmul heeft een oppervlakte van 13.839 km² en 23.814 inwoners (census 2005).
Calakmul is de grootste gemeente van Campeche en een van de tien grootste van Mexico, zij is net iets groter dan Vlaanderen. Het grootste deel van Calakmul is bedekt met tropisch regenwoud, waarvan een groot deel beschermd is als biosfeerreservaat. Verscholen in het regenwoud bevinden zich tientallen Mayavindplaatsen, waaronder de Mayastad Calakmul, waarnaar de gemeente genoemd is. Andere Mayasteden binnen de gemeentegrenzen zijn Balakbal, Balamkú, Becán, Chicanná, Hormiguero, Río Bec en Xpujil.
Calakmul is opgericht als gemeente in 1996, voorheen maakte het onderdeel uit van Hopelchén. Een groot deel van de inwoners bestaat uit Ch'ol en Yucateken.
Calakmul · Calkiní · Campeche · Candelaria · Carmen · Champotón · Dzitbalché · Escárcega · Hecelchakán · Hopelchén · Palizada · Seybaplaya · Tenabo